# 굿바이 레닌
《굿바이 레닌》(영어: Good Bye, Lenin!)은 볼프강 베커 감독이 2003년 제작한 독일 영화이다. 독일 통일을 둘러싼 주인공 알렉스의 거짓말을 통해, 통일 이후의 독일 사회를 묘사했다.

## 줄거리
열성적인 공산주의자이자 교사이던 크리스티아네는 남편이 서독으로 망명해버린 이후 홀로 아들과 딸을 키운다. 10년 후 어느 날, 크리스티아네는 독일민주공화국 건국 행사 직후 일어난 대규모 반정부 시위에서 알렉스가 경찰에 맞아 끌려가는 것을 보고는 충격받아 쓰러지고 만다. 크리스티아네는 혼수상태를 헤매는 사이, 동독은 서독에 흡수통일된다. 크리스티아네가 혼수상태에서 깨어나자 알렉스는 이 사실을 어머니가 알 경우 큰 충격을 받을까봐 동독이 무너졌다는 사실을 어머니에게 숨기기로 한다.

## 영화의 배경[1]
영화의 거의 대부분은 작중 배경인 동베를린 지역에서 촬영되었다.
- 알렉산더 광장
- 샤리테
- 에이머 나이트클럽
- 칼 마르크스 알레
- 카이벨 거리
- 클리니쿰 부흐
- 운터 덴 린덴

## 배역
- 다니엘 브륄 - 알렉스
- 카트린 사스 - 크리스티 안네
- 마리아 시몬 - 아리안네
- 슐판 하마토바 - 라라
- 플로리안 루카스 - 데니스
- 알렉산더 베이어 - 라이너

## 한국판 성우진(KBS) (2005년 2월 10일)
- 양석정 - 알렉스(다니엘 브륄)
- 손정아 - 엄마(카트린 자스)
- 윤병화 - 아빠(부르그하르트 클라우스너)
- 이연희 - 아리아네(마리아 시몬)
- 김정희 - 프라우(크리스틴 쇼른)
- 송연희 - 어린 알렉스(니코 리더뮬러)
- 최병상 - 크라프라트(미카엘 그뷔스덱)
- 김수중 - 라이너(알렉산더 베이어)
- 서광재 - 간스크(위르겐 홀츠)
- 김관진 - 택시 기사(스텐판 왈츠)
- 오인성 - 데니스(플로리안 루카스)
- 주유랑 - 라라(출판 하마토바)
- 임아영 - 어린 아리아네(제레나 크라츠)
- 유동균 - 의사(에버하르트 키르히베르크)
- 김민아 - 기자(스베아 팀엔더)

## 관련 기사
- 동유럽 혁명
- 독일의 재통일
- 탈 공산화

## 같이 보기
- 슈프레발트 오이